# Компресійна флотаційна машина

Схема компресійної флотаційної машини.
1 — чан вихідного продукту; 2 — насос для перекачки пульпи і насичення її водою; 3 — насос для подачі реагентів; 4 — флотаційна камера; 5 — жолоб для пінного продукту; 6 — хвости (або очищена від домішок вода).

Компресійна флотаційна машина використовує принцип аерації пульпи при виділенні газу з розчину. Однак, одержання пересиченого розчину газів у воді досягається не створенням вакууму над пульпою (як у вакуумних машинах), а попереднім стисненням аерованої пульпи. Потім рідина викидається у коритну камеру, тиск знижується до атмосферного і флотація здійснюється газами, які виділилися з розчину.
До компресійних машин висувається ряд вимог. Введення газової фази має здійснюватися так, щоб виключалося створення крупних бульбашок, які турбулізують рідину і руйнують пінний шар. Якщо очищена вода оброблена флокулянтами або коагулянтами, необхідно в зоні її подачі та розділення звести до мінімуму можливість виникнення сил, які здатні їх зруйнувати, з метою збереження флокул. Швидкість низхідних потоків рідини, яка очищується, повинна бути у флотаційній камері менше швидкості навантажених частинками бульбашок, що спливають. Видалення піни має здійснюватися таким чином, щоб поверхневий шар піни видалявся без руйнування нижнього.